# Pedro Sousa Macedo
Pedro de Lemos e Sousa Macedo (17 de fevereiro de 1928[carece de fontes?] — ) é um magistrado e político português.
Ocupou o cargo de Ministro da Justiça no V Governo Constitucional (1979-1980). Como magistrado culminou carreira no Supremo Tribunal de Justiça, a que presidiu (1995-1998).

## Funções governamentais exercidas
- V Governo Constitucional
  - Ministro da Justiça